# Oral Fixation Vol. 2
Az Oral Fixation Volumen 2 Shakira kolumbiai énekesnő második angol nyelvű albuma, amely 2005. november 29-én jelent meg. Az album az amerikai Billboard listáján az 5. helyig jutott, Kolumbiában, Argentínában, Chilében és Dániában vezette a slágerlistát.

## A lemez tartalma
1. How Do You Do
2. Illegal
3. Hips Don’t Lie
4. Animal City
5. Don’t Bother
6. The Day and the Time
7. Dreams For Plans
8. Hey You
9. Your Embrace
10. Costume Makes the Clown
11. Something
12. Timor video https://youtube.com/watch?v=UM9zriC_aug